# Чехармехальский язык
Чехармехальский язык (چارمحال توْرکی‌سؽ) — язык чехармехальских тюрок. На нём говорят преимущественно в регионах Чехармехаль и Бахтиария, а также в западной провинции Исфахан, из-за чего некоторые лингвисты описывают его как «тюркский язык провинции Исфахан». Язык считают малоизученным и, как правило, неклассифицированной разновидностью огузского языка, отличного от азербайджанского и кашкайского. Не стоит путать с персидским диалектом «Чармахали», на котором говорят в том же регионе.

## Распространение
Атлас языков Ирана (ALI) опубликовал точечную и полигональную карту распространения языков в регионе Чехармехаль и Бахтиария, а также несколько карт лингвистических данных.

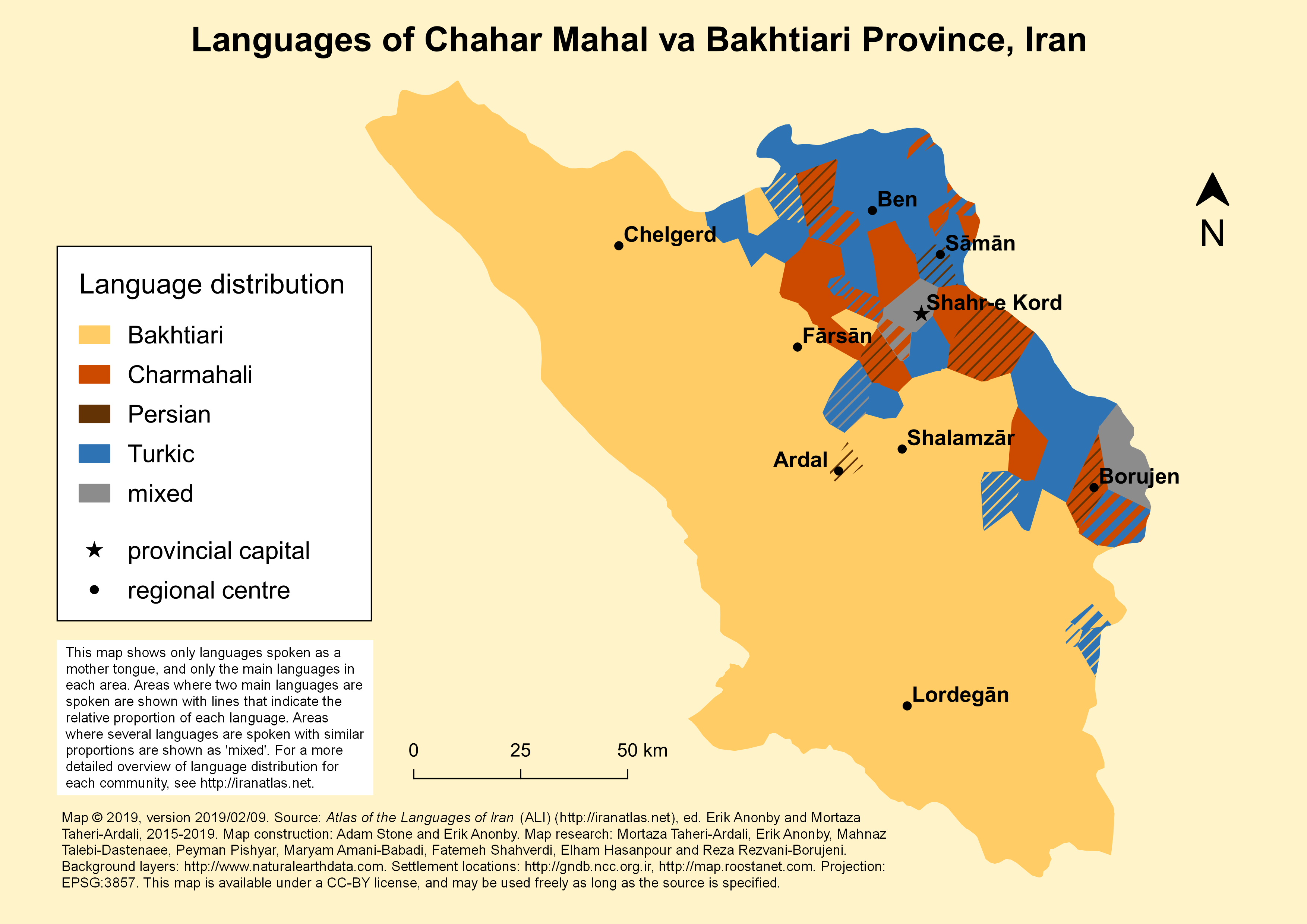
Лингвистическая карта региона Чехармехаль и Бахтиария